# Андронов, Василий Андронович
Василий Андронович Андронов (1729—1804) — атаман Середней станицы Области Войска Донского.

## Биография
Василий Андронов родился в 1729 году в Черкаске. 
В 1746 году поступил на службу рядовым казаком. Участвовал в походах против крымских татар и черкес. 
В 1757 году за отличия в боях он был пожалован чином хорунжего, а в следующем году в ходе Семилетней войны принимал участие в прусском походе казаков, сражался в генеральном сражении под Кюстрином.
В турецкую кампанию, во время одной из рекогносцировок, В. А. Андронов был захвачен татарами в плен. Он подвергся жестоким пыткам, но терпеливо их выносил в течение почти трёх лет, но так и не раскрыл татарам секретные сведения о состоянии российских войск. 
После завоевание Крымского полуострова в 1771 году Андронов был освобождён из плена. Едва оправившись от ран, он снова вступил в ряды войск, отличившись вскоре за тем при штурме крепости Еникале. 
Вернувшись на Дон, Андронов в 1774 году был произведен в войсковые старшины и, вместе с тем, избран атаманом Середней станицы. 
С 1781 по 1785 год он командовал полком в походе против ногайцев и черкес, а затем Андронов в течение шести лет состоял в должности начальника сыскных дел в Усть-Аксайской и Нижне-Хопёрской станицах. 
В 1803 году Василий Андронович Андронов оставил службу и через год скончался.